# Asiagomphus pryeri
Asiagomphus pryeri – gatunek ważki z rodziny gadziogłówkowatych (Gomphidae). Występuje w Japonii.